# Lijst van voetbalinterlands Argentinië - Ecuador (vrouwen)
Deze lijst van voetbalinterlands is een overzicht van alle officiële voetbalinterlands tussen de nationale vrouwenteams van Argentinië en Ecuador. De landen hebben tot nu toe tien keer tegen elkaar gespeeld. 

## Wedstrijden
| №  | Plaats        | Datum             | Competitie                 | Wedstrijd            | Uitslag |
| -- | ------------- | ----------------- | -------------------------- | -------------------- | ------- |
| 1  | Uberlândia    | 10 januari 1995   | Sudamericano Femenino 1995 | Argentinië − Ecuador | 5 − 1   |
| 2  | Mar del Plata | 9 maart 1998      | Sudamericano Femenino 1998 | Argentinië − Ecuador | 2 − 0   |
| 3  | Lima          | 7 december 2001   | Vriendschappelijk          | Argentinië − Ecuador | 7 − 0   |
| 4  | Mar del Plata | 14 november 2006  | Sudamericano Femenino 2006 | Ecuador − Argentinië | 0 − 1   |
| 5  | Riobamba      | 12 november 2010  | Sudamericano Femenino 2010 | Ecuador − Argentinië | 1 − 0   |
| 6  | Quito         | 28 september 2014 | Copa América 2014          | Argentinië − Ecuador | 2 − 3   |
| 7  | Coquimbo      | 9 april 2018      | Copa América 2018          | Ecuador − Argentinië | 3 − 6   |
| 8  | Quito         | 27 november 2021  | Vriendschappelijk          | Ecuador − Argentinië | 0 − 0   |
| 9  | Quito         | 30 november 2021  | Vriendschappelijk          | Ecuador − Argentinië | 2 − 2   |
| 10 | Quito         | 24 juli 2025      | Copa América 2025          | Ecuador − Argentinië | 0 − 2   |

## Samenvatting
| Competitie                           | Totaal gespeeld | Winst Argentinië | Gelijk | Winst Ecuador | Doelsaldo Argentinië – Ecuador |
| ------------------------------------ | --------------- | ---------------- | ------ | ------------- | ------------------------------ |
| Sudamericano Femenino / Copa América | 7               | 5                | 0      | 2             | 18 − 8                         |
| Vriendschappelijk                    | 3               | 1                | 2      | 0             | 9 − 2                          |
| Totaal                               | 10              | 6                | 2      | 2             | 27 − 10                        |